# 14403 de Machault
A 14403 de Machault (korábbi nevén 1991 GM8) a Naprendszer kisbolygóövében található aszteroida. Eric Walter Elst fedezte fel 1991. április 8-án.
A bolygót Guillaume de Machaut (kb. 1300-1377) francia költőről nevezték el.

## Kapcsolódó szócikk
- Kisbolygók listája (14001–14500)